# 雕刻蚌亞科
雕刻蚌亞科（Parreysiinae）是蚌科之下六個亞科之一。本亞科大多數物種皆產自非洲；部分較新的物種見於緬甸。

## 分類
根據WoRMS，本亞科包括17個屬；而在MusselP的紀錄則有18個屬。這17個屬連同其他未包括在WoRMS的屬，在ITIS可以歸到下列四個族：
- Coelaturini族 Modell, 1942：皆產於非洲。
  - Brazzaea Bourguignat, 1885
  - Coelatura Conrad, 1853
  - Grandidieria Bourguignat, 1885
  - Nitia Pallary, 1924
  - Nyassunio Haas, 1936
  - Prisodontopsis Tomlin, 1928
  - Pseudospatha Simpson, 1900
- Lamellidentini族 Modell, 1942
  - Lamellidens Simpson, 1900
- Oxynaiini族 Starobogatov, 1970
  - Oxynaia Haas, 1911
  - Radiatula Simpson, 1900
  - 糙蚌屬 Scabies F. Haas, 1911
- 雕刻蚌族 Parreysiini Henderson, 1935
  - 雕刻蚌屬 Parreysia Conrad, 1853
- 族地位未定
  - Arcidopsis屬 Simpson, 1900：淡水物種，不存在於WoRMS，在其他文獻有作直屬於蚌科。只有Arcidopsis footei (Theobald, 1876) 一個物種，是印度西高止山脈的特有種[4]。
  - Germainaia Graf & Cummings, 2009：WoRMS紀錄的新屬。
  - Indonaia Prashad, 1918：WoRMS紀錄的新屬。
  - Leoparreysia Vikhrev, Bolotov & Aksenova, 2017：WoRMS紀錄的新屬。
  - Mweruella Haas, 1936：WoRMS紀錄的新屬[5]。
  - Trapezidens Bolotov, Vikhrev & Konopleva, 2017：WoRMS紀錄的新屬。